# Stare Stawy
Stare Stawy – osiedle w Oświęcimiu położone w południowej części miasta, dawniej wieś. Graniczy z sołectwami gminy wiejskiej Oświęcim: Zaborzem, Grojcem i rzeką Sołą.

## Historia
Dawniej samodzielna wieś, która do 1932 roku stanowiła gminę jednostkową w powiecie oświęcimskim, a po jego zniesieniu w powiecie bialskim (1932–34), w województwie krakowskim. W 1931 roku liczyły 612 mieszkańców. 15 września 1934 utworzyły gromadę Stare Stawy, jedną z 13 gromad nowo powstałej (1 sierpnia 1934) zbiorowej gminy Oświęcim.
W związku z reformą administracyjną kraju jesienią 1954, gromadę Stare Stawy włączono do Oświęcimia. Pierwsze bloki mieszkalne wybudowano pod koniec lat 80. Od lat 2000 powstają kolejne budynki związane z Oświęcimskim Towarzystwem Budownictwa Społecznego oraz tzw. mieszkania socjalne.
Dawniej powierzchnia pokryta była stawami, które obecnie są osuszone i te tereny są wykorzystywane w inny sposób. Mimo intensywnej zabudowy mieszkaniowej w ostatnich latach większość terenów ciągle ma charakter rolniczy. Dawniej na terenie wsi i późniejszego osiedla znajdowały się żwirownie oraz cegielnia. W chwili obecnej główna, niewielka działalność gospodarcza związana z handlem i usługami. Przez osiedle płynie potok Młynówka, który w latach osiemdziesiątych przesunięto w stronę północną. Osiedle ma wyraźnie wydzieloną część na zabudowę jednorodzinną i wielorodzinną.

## Budowle
Na terenie osiedla przy ulicy Zajazdowej ma siedzibę Hotel „Kamieniec”. W latach osiemdziesiątych powstał Dom Rolnika przy ulicy Jagiełły i Ceglanej. Na osiedlu powstał także Dom Osiedlowy, siedziba Rady Osiedle „Stare Stawy”. Na terenie dawnej żwirowni przy ulicy Kamieniec i wysypiska śmieci powstał „Park Pojednania Narodów”.

## Komunikacja
Na terenie osiedla znajduje się pętla autobusowa. Przez dzielnicę przebiegają droga krajowa nr 44 (Polska), droga wojewódzka nr 933 oraz droga wojewódzka nr 948. W przyszłości na Starych Stawach będzie rozpoczynać bieg południowa obwodnica miasta, która będzie drogą dojazdową do drogi ekspresowej S1.